# イワベンケイ
イワベンケイ（岩弁慶、学名：R. rosea  L.）は、ベンケイソウ科イワベンケイ属に分類される多年生草本の1種。別名が、ナガバノイワベンケイ、イワキリンソウ。

## 特徴
高さは4-35 cm。多様な形の多肉質の葉を持ち、6-8月の花期に黄緑色の花をつける。雌雄異株であり、雄株の花は黄色みが強く、雌株の花弁は小さく子房が目立ち、秋に鮮やかな紅色の果実を作る。根茎は太くて長く、ハーブとして用いられることがある。乾燥するとバラのような芳香があるため「ローズルート」の名がある。

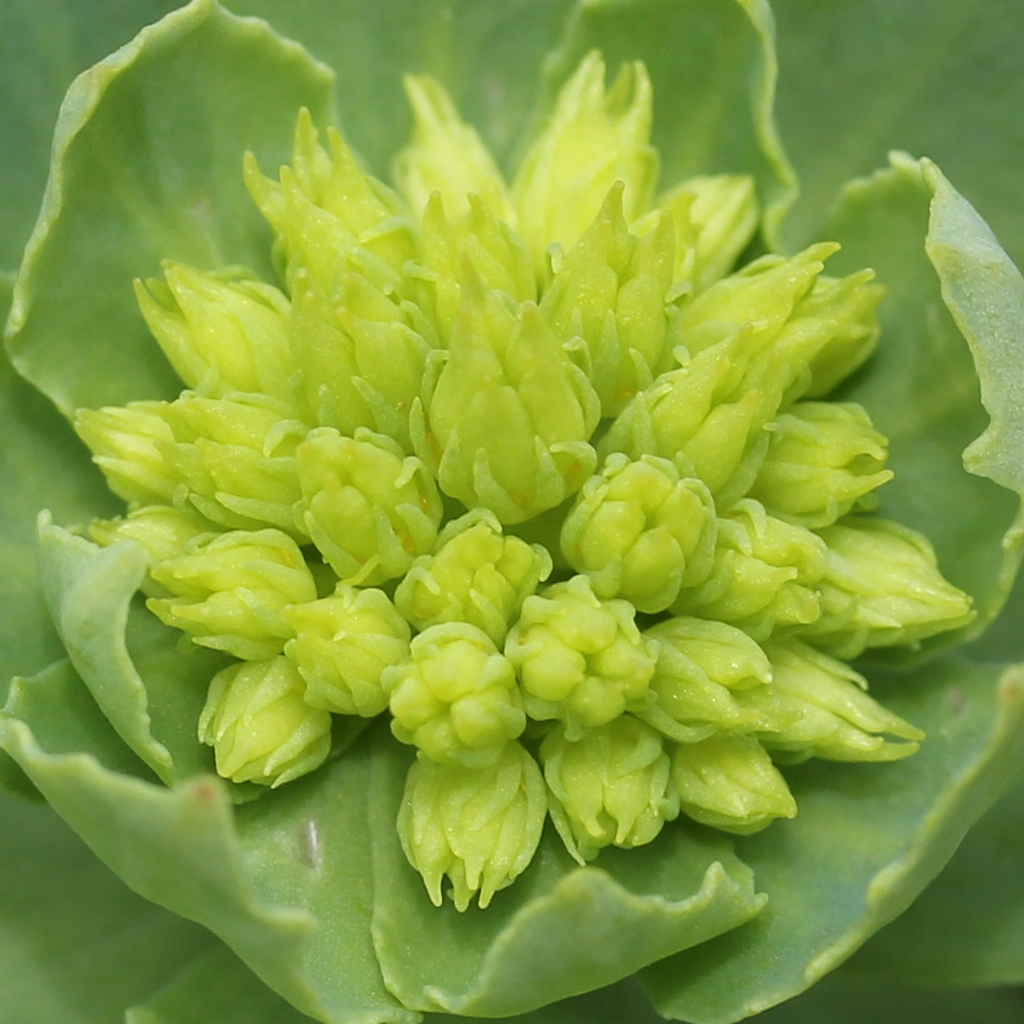
雌花
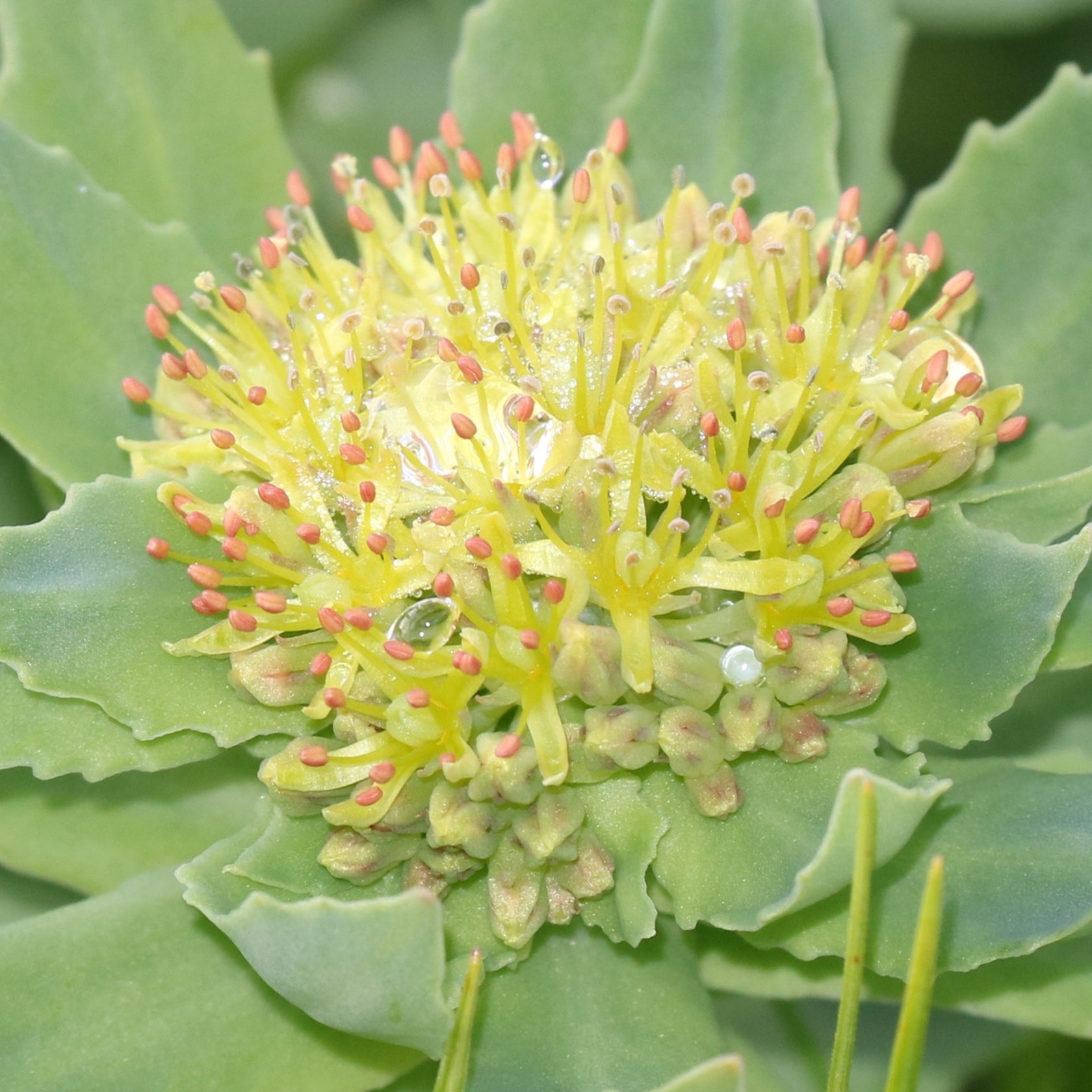
雄花
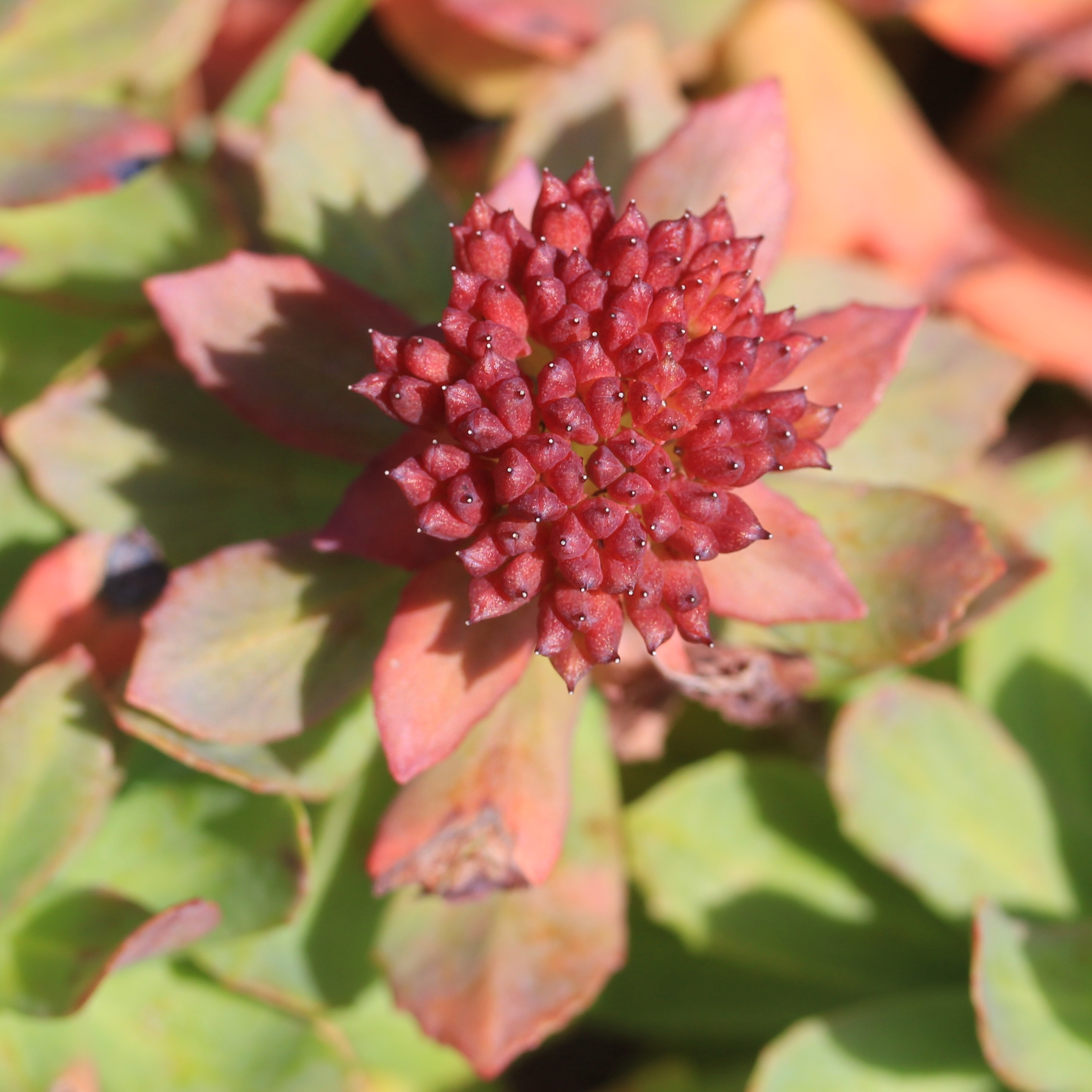
紅色の果実

## 分布と生育環境

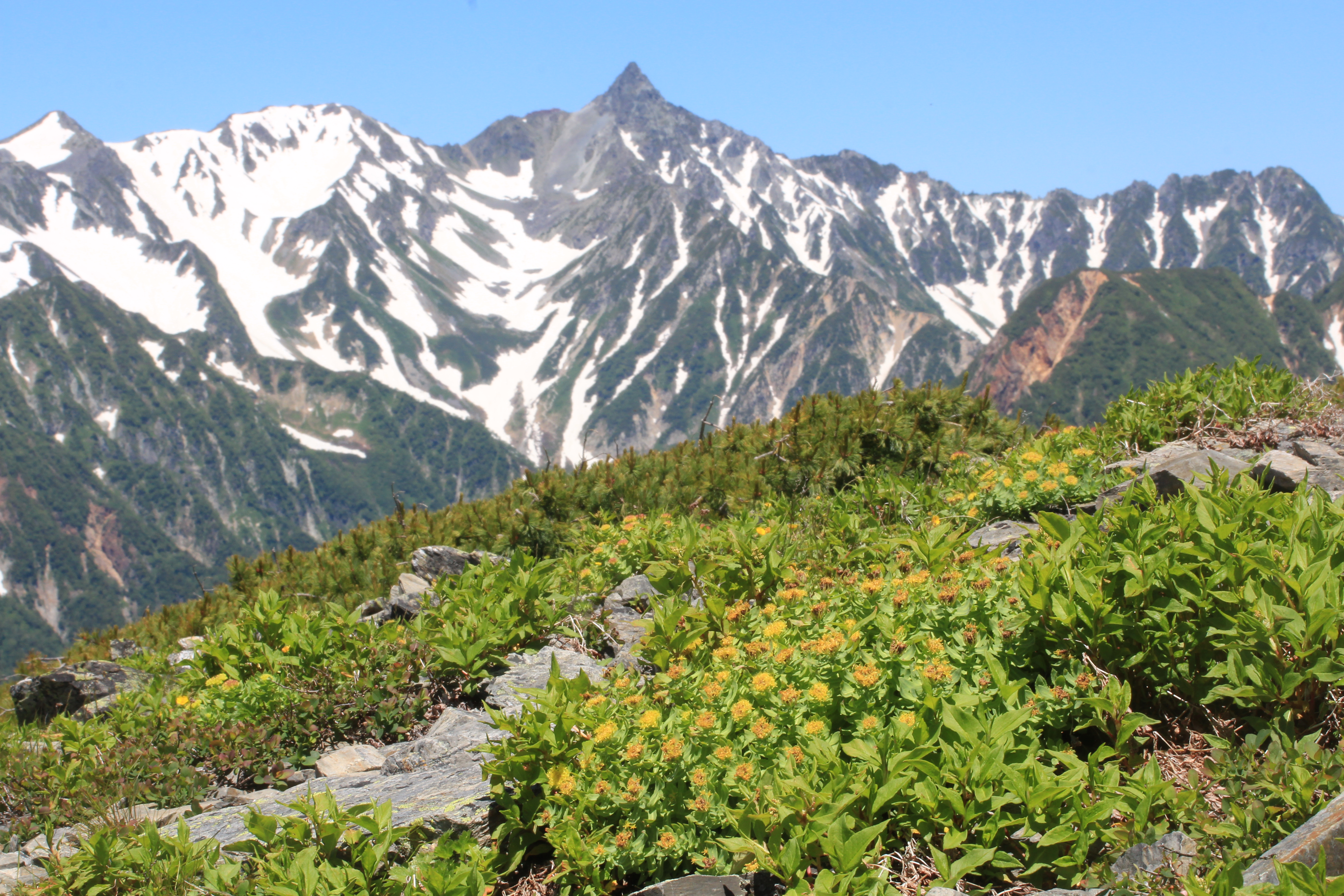
飛騨山脈の蝶ヶ岳の高山帯に生育するイワベンケイ、遠景は槍ヶ岳

北海道を含む亜寒帯地方のほか、北半球の高山に散らばって分布する。ヨーロッパのアルプス山脈、北アメリカ東部、日本では本州中部地方の山々である。高山のイワベンケイソウは、最終氷期に南下したものが遺存したと考えられている。
日本では、非火山性の山に生え、火山に生える近縁のホソバイワベンケイと混生することは稀であるただし、富士山と立山にはない。
岩場などの厳しい環境で生育する。ベンケイソウの一種でありCAM型光合成を行うため乾燥に強く、栄養に乏しく風当たりの強い、岩礫・砂礫地に生育することができる。

## ハーブとしての薬理作用
イワベンケイは気分を向上させたり、鬱を軽減したりする効果があるといわれているが、2019年時点では、イワベンケイの生理作用を評価するために実施されたヒトを対象とした研究は、イワベンケイが疲労やその他の症状に影響を与える性質を有するかどうかを決定するのに十分な質を有していなかった。
米国食品医薬品局（FDA）は、イワベンケイを用いた健康食品の製造業者に対して、レイノー症候群、高山病、うつ病または癌の緩和という宣伝された条件に対する安全性や有効性の証明がないとして、新薬として未承認であり、粗悪品や不当表示の可能性があるとして、連邦法違反の警告書を発行している。
欧州医薬品庁による2012年の報告書では、イワベンケイの乾燥エキスに関する文献について、「発表された臨床試験は、その質においてかなりの欠陥が見られる。したがって、『確立された使用』は認められない」と述べている。

## 関連画像

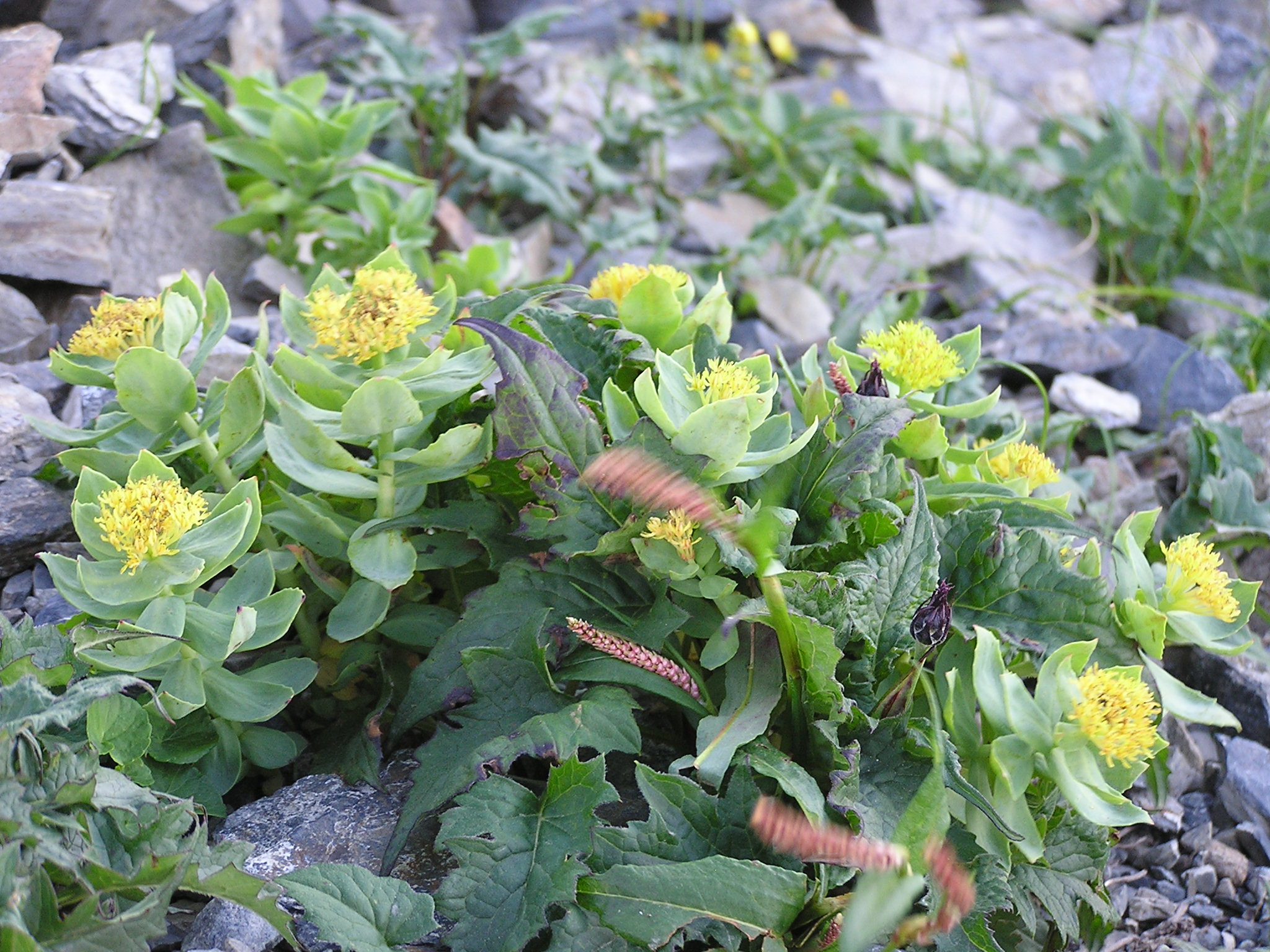
イワベンケイ（雄株） 右の雌株と同日、同場所で撮影
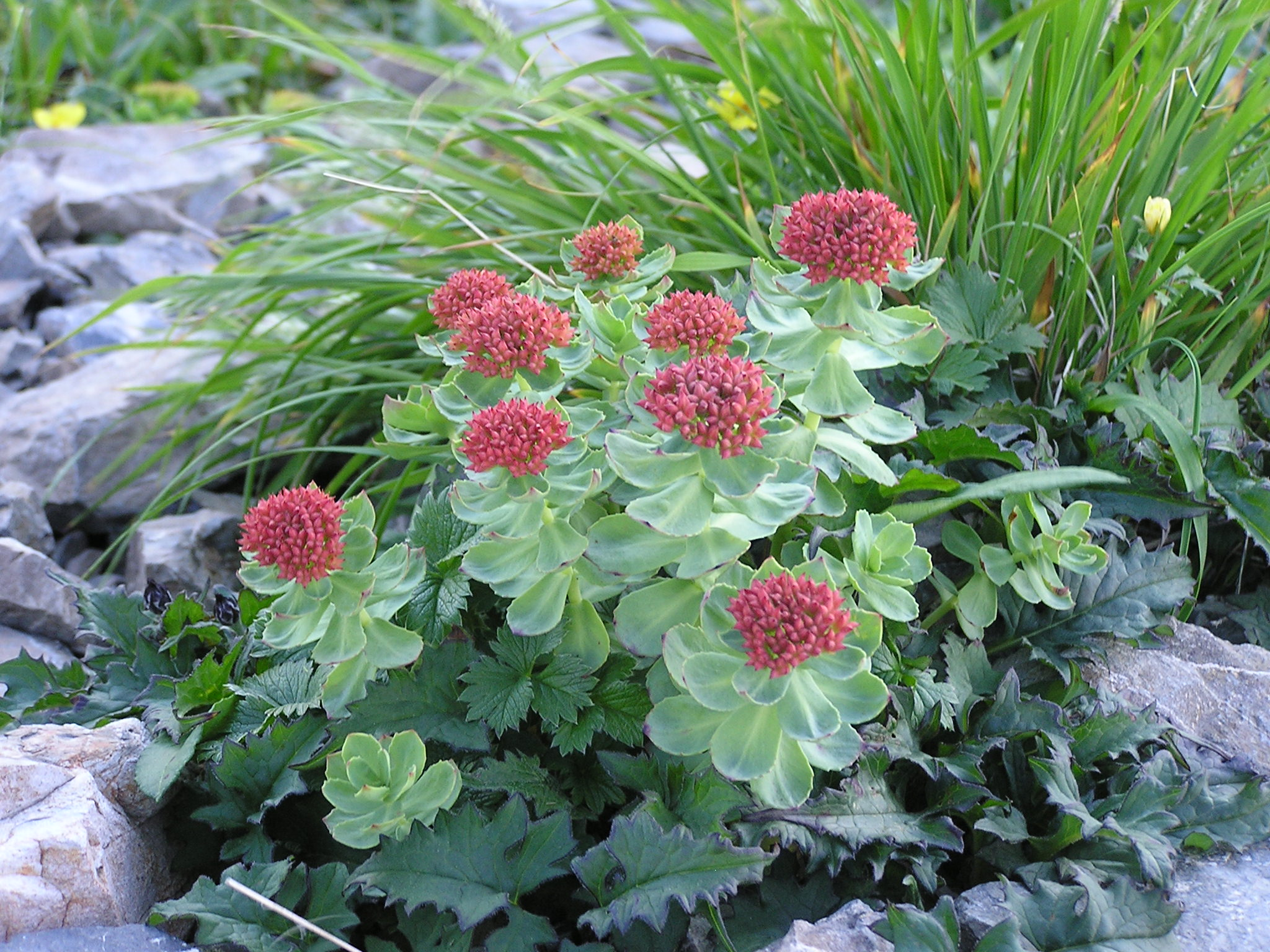
イワベンケイ（雌株） 2010年7月下旬・仙丈ヶ岳山頂付近